# Branka u Opavy
Branka u Opavy là một làng thuộc huyện Opava, vùng Moravskoslezský, Cộng hòa Séc.